# Natrix natrix
La culebra de collar (Natrix natrix) es una serpiente de la familia Colubridae, que se distribuye por Eurasia y el noroeste de África.

## Descripción
Excepcionalmente puede llegar a medir dos metros de longitud, los adultos normalmente rondan los 120 cm. Tiene el cuerpo grueso, la cabeza redondeada y los ojos de pupilas redondas. El color es muy variable, lo más habitual es pardo o verde oscuro, aunque pueden aparecer desde color gris hasta negro; con la parte inferior del cuerpo más clara. Presenta manchas negras. Algunos individuos muestran un collar característico de color amarillento o anaranjado. Es una especie de vida diurna que se alimenta de anfibios (especialmente de ranas y sapos), y puede llegar a cazar pequeños mamíferos y peces. Las hembras son mayores que los machos.

## Comportamiento
La culebra de collar hiberna durante el invierno y se aparea poco después de salir del estado de hibernación, en primavera durante abril o mayo. Pone huevos en grupos de entre ocho y cuarenta de junio a julio, que eclosionan tras unas diez semanas. Como los huevos requieren una temperatura de 21 °C para eclosionar, prefiere situar las puestas sobre vegetación en putrefacción, incluyendo montones de compost. Las crías tienen 18 cm al eclosionar y son independientes inmediatamente.
Al no producir veneno, su defensa más frecuente es producir un fluido de olor fétido desde las glándulas anales y fingir que está muerta. En ocasiones también fingen atacar, golpeando simplemente abriendo la boca.

## Hábitat
Se pueden encontrar a los lados de los ríos, pozos, lagos pequeños, torrentes y lagos.

## Distribución
Se encuentra en casi toda Europa excepto en el norte, desde el sur de Escandinavia hasta el mar Mediterráneo, incluyendo las islas británicas. También se encuentra en el noroeste de África.

## Peligro de extinción
Dos de las nueve subespecies están consideradas en peligro crítico de extinción: Natrix natrix ssp. cetti y Natrix natrix ssp. schweizeri.

## Galería

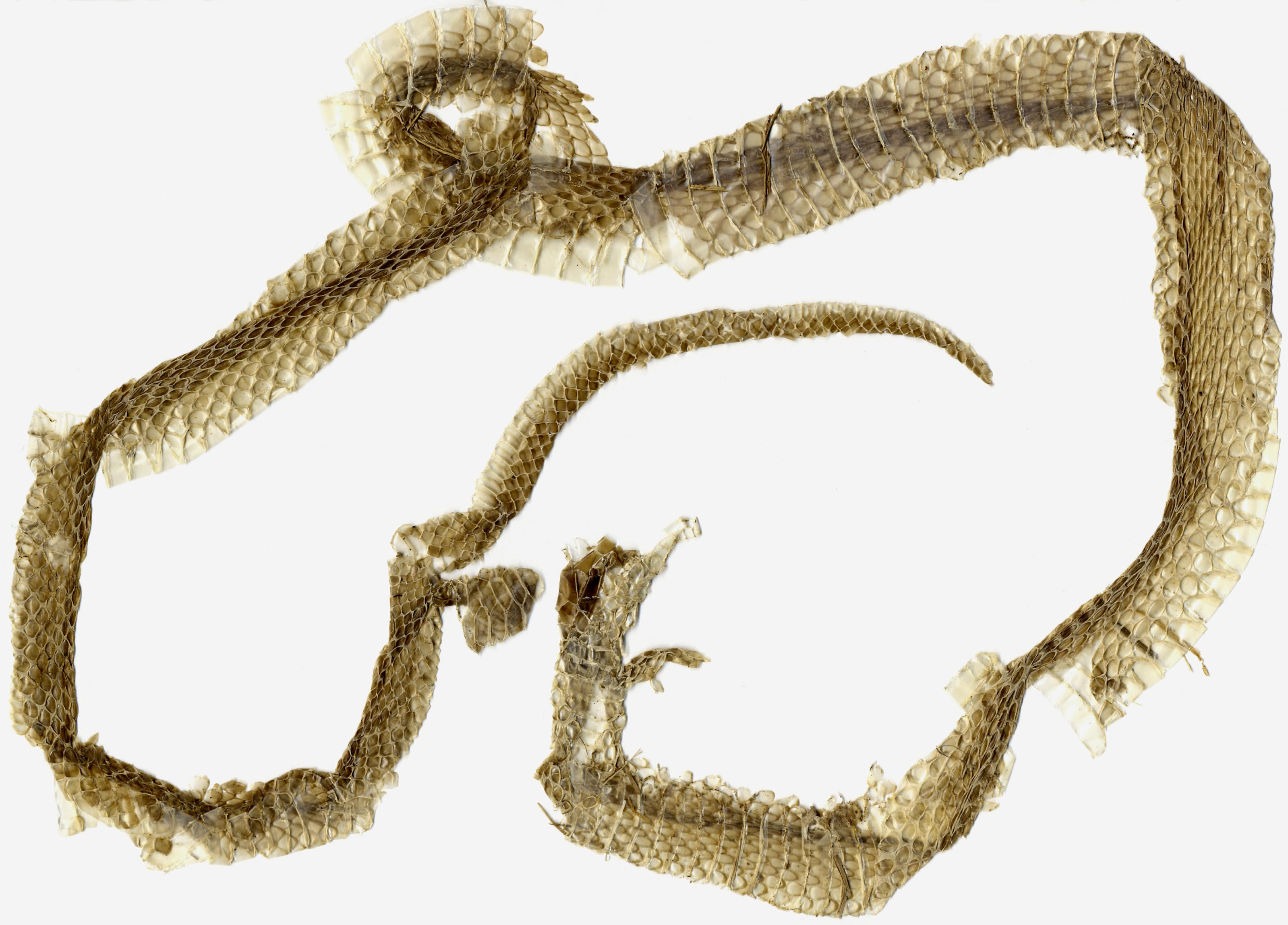
Muda. Foto:Christian Fischer.
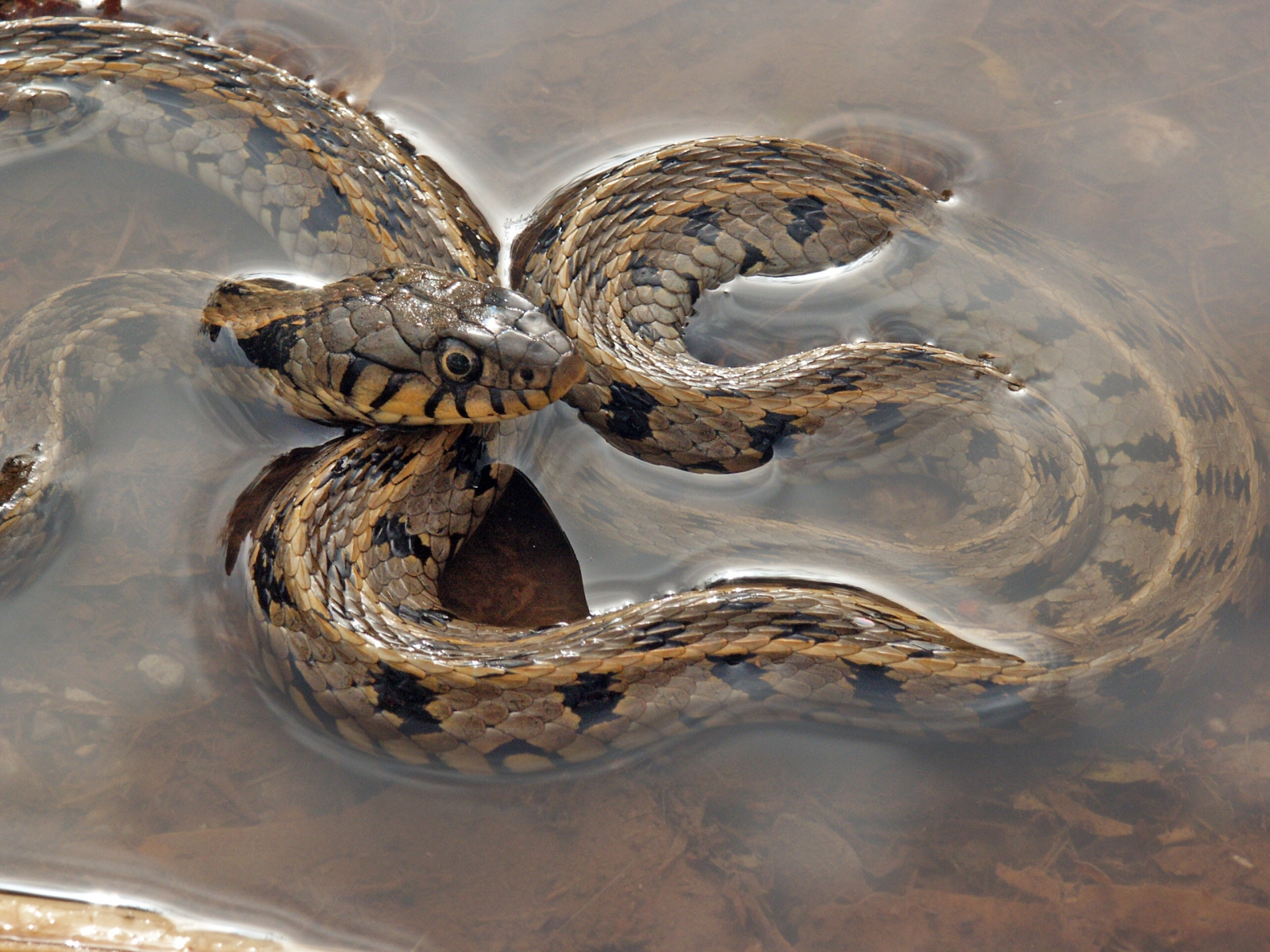
Natrix natrix persa
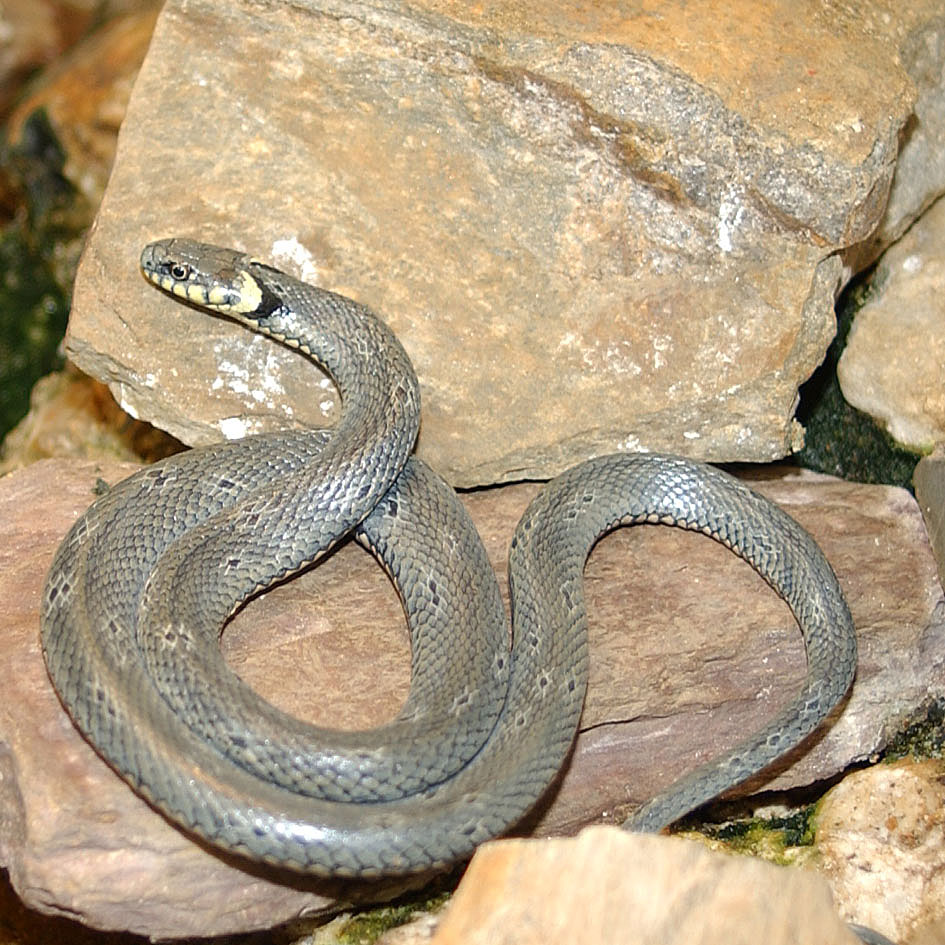
Natrix natrix ssp.
- Apareamiento